# 吳世忠 (明朝)
吳世忠（1461年—1515年），字懋貞，號矜菴，江西撫州府金谿縣人，明朝政治人物。

## 生平
弘治二年（1489年）己酉科江西鄉試第三名舉人，三年（1490年）中式庚戌科會試第六名，二甲第九名進士。授兵科給事中，參與賑濟山東、河南、浙江等地饑荒，十一年（1498年）調查大同總兵神英、副總兵趙昶、大同巡撫劉瓛、鎮守中官孫振等隱瞞番民掠奪蔚州之事，論劾數人，升大理寺右少卿，改吏科左給事中，出為湖廣布政使司左參議，坐事謫山東按察司僉事。
正德四年（1509年）起為尚寶司卿，改大理寺右寺丞，升大理寺右少卿，八年（1513年）任都察院右僉都御史、巡撫延綏，九年（1514年）因河套戰事失利，引疾致仕歸里，十年（1515年）卒於家。

## 著作
著有《學庸通旨》、《洪範考疑》、《矜菴詩集》。

## 家族
曾祖吳季斌；祖父吳若清；父吳正夫。母王氏；繼母陳氏。具慶下。